# Sites mégalithiques du Doubs
 (janvier 2024).
Si vous disposez d'ouvrages ou d'articles de référence ou si vous connaissez des sites web de qualité traitant du thème abordé ici, merci de compléter l'article en donnant les références utiles à sa vérifiabilité et en les liant à la section « Notes et références ».
Cet article présente la liste des sites mégalithiques du Doubs, en France.
| \| Besançon Pontarlier Montbéliard \| Répartition géographique des mégalithes. · : dolmen - : menhir |
| Besançon Pontarlier Montbéliard                                                                      |

## Inventaire
| Monument                                                | Type              | Remarque | Localisation   | Coordonnées                      | Illustration                         |
| ------------------------------------------------------- | ----------------- | --- | -------------- | -------------------------------- | ------------------------------------ |
| Pierre de Saint-Maximin                                 | Dolmen            | En l'absence de documentation ou de fouilles, on ne peut pas affirmer qu'il s'agit d'un dolmen du néolithique | Foucherans     | 47° 10′ 02″ nord, 6° 07′ 47″ est | Pierre de Saint-Maximin, Foucherans  |
| Pierre qui Tourne                                       | Site mégalithique | | Les Grangettes | 46° 50′ 20″ nord, 6° 18′ 46″ est | Pierre qui Tourne, Grangettes        |
| Cromlech des Fourneaux                                  | Cromlech          | | Hérimoncourt   | 47° 25′ 35″ nord, 6° 53′ 16″ est | Cromlech des Fourneaux, Hérimoncourt |
| Dolmen du Pont ou Pierre de la Soue                     | Dolmen            | Eugène Fournier considère qu'il s'agit d'une roche percée naturellement (1928)                                | Montgesoye     | 47° 04′ 53″ nord, 6° 11′ 31″ est | Image manquante                      |
| Pierre de la Poulotte                                   | Menhir            | | Morteau        | 47° 03′ 15″ nord, 6° 35′ 47″ est | Image manquante                      |
| Table du Roi                                            | Site mégalithique | | Morteau        | 47° 03′ 14″ nord, 6° 35′ 29″ est | Image manquante                      |
| Dolmen de Trépot                                        | Site mégalithique | C'est Alphonse Delacroix qui a cru reconnaître un dolmen ; aucun autre archéologue n'a confirmé ce fait       | Trépot         | 47° 10′ 01″ nord, 6° 08′ 09″ est | Dolmen de Trépot                     |
| Dolmen de Santoche dit Pierre aux Mariages ou La Châtre | Dolmen            | Classé MH (1974)                                                                                              | Santoche       | 47° 24′ 57″ nord, 6° 29′ 45″ est | Dolmen de Santoche, Santoche         |
| Tumuli de la Côte du Lomont                             | Tumulus           | | Valonne        | 47° 21′ 03″ nord, 6° 40′ 08″ est | Image manquante                      |